# Timpanogos Cave National Monument
Timpanogos Cave [tɪmpəˈnəʊgəz ˌkeɪv] (deutsch Timpanogos-Höhle) ist die namensgebende Höhle für ein Tropfsteinhöhlensystem in der Nordflanke des Mount Timpanogos. Sie liegt in der Wasatchkette im US-Bundesstaat Utah – nahe American Fork und unweit der Landeshauptstadt Salt Lake City. Die Höhlen wurden zwischen 1887 und 1921 entdeckt und sind als National Monument des National Park Service ausgewiesen.

## Der Park
Der Park liegt im besonders steilen American Fork Canyon der Wasatchkette, einem Gebirgszug der Rocky Mountains. Der Hang, in dem die Höhlen liegen, reicht von etwa 1600 bis über 3000 m. Schon an der Oberfläche ist das Parkgebiet angesichts der geringen Größe besonders vielfältig. Im Tal des American Fork Rivers steht ein Auwald mit Cottonwood-Pappeln und Eschen-Ahorn. Die Vegetation verändert sich dann mit der wachsenden Höhe über subalpine bis zu alpinen Pflanzengesellschaften. Die Tierwelt des Tales reicht von der Schneeziege über Dickhornschafe und Pumas bis zum Schwarzbär. 
Im Kalkgestein finden sich sowohl an der Oberfläche, wie in Teilen der Höhle Fossilien von Rugosa, Haarsternen und Armfüßern.

## Die Höhlen
Das Höhlensystem besteht aus drei größeren und mehreren kleineren Höhlen, die künstlich durch Stollen verbunden wurden. Die Hansen-Höhle wurde bereits 1887 von dem Siedler Martin Hansen beim Holzfällen gefunden. Er war fasziniert von den vielfältigen Tropfsteinformationen und führte Besucher in die Höhle. Nach wenigen Jahren war die Höhle geplündert, die Tropfsteine und Sinter-Vorhänge waren in Museen und privaten Sammlungen gelangt oder zu kunsthandwerklichen Stücken verarbeitet worden. 
1915 wurde die Timpanogos-Höhle entdeckt und zunächst wieder vergessen. 1921 wurde sie wiederentdeckt und eine dritte – als „Mittlere Höhle“ bezeichnete – Höhle gefunden. Jetzt entstanden Initiativen, die Höhlen zu schützen, und schon im nächsten Jahr stellte US-Präsident Warren G. Harding die Höhlen zunächst unter den vorläufigen Schutz des United States Forest Service, ehe das Nationalmonument 1933 vom National Park Service übernommen  wurde. 

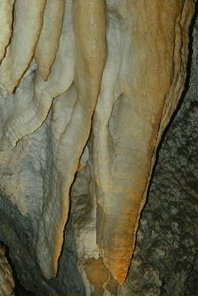
Sinter-Vorhang

Die Hansen-Höhle enthält heute nur noch wenige bemerkenswerte Formationen, ist aber wegen ihres unterirdischen Sees für das konstante Klima in den Höhlen wichtig. In der Mittleren Höhle fallen Sinter-Vorhänge auf und der anhängende „Große Raum“ weist eine große Vielfalt an Sinter-Formationen auf. 

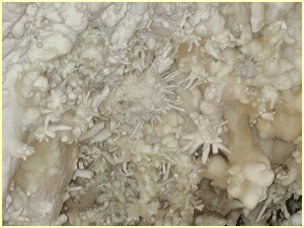
Excentrique

Der Kern des Höhlensystems ist die Timpanogos-Höhle. Hier hängt das aus mehreren Stalaktiten zusammengewachsene „Herz von Timpanogos“ und hier sind große Teile der Wände mit Excentrique (frz. für „exzentrisch“) bewachsen. Dabei handelt es sich um feinste Strukturen aus Kalzit, die in alle Richtungen gekrümmte Auswüchse bilden. Die Entstehung ist völlig ungeklärt, da die Formen von der Schwerkraft unbeeinflusst sind. Einige Excentriques sind hohl, so dass Kapillareffekte zum Tragen kommen können. Bei den häufigeren massiven Excentriques ist dieser Erklärungsversuch ungenügend.

## Touristische Einrichtungen
Das Timpanogos Cave National Monument ist ein kleines Schutzgebiet und besteht nur aus einer Besucherinformation im Tal und den eigentlichen Höhlen im Berg. Zum Einstieg führt ein etwa 2,4 Kilometer langer, steiler Weg. In den Höhlen sind nur geringe Höhenunterschiede zu bewältigen. 
Die Besucher werden von Rangern in Gruppen von maximal 20 geführt, die minimal 10 Minuten Abstand haben. Im Sommer empfiehlt es sich, eine Reservierung vorzunehmen, da wegen Erreichen der Kapazitätsgrenze mehrstündige Wartezeiten vorkommen können.
Unterkünfte gibt es im Park selbst keine, im Tal des American Fork Rivers liegen mehrere Campingplätze des US Forest Service. Motels gibt es in den Ortschaften westlich der Berge, Hotels in Salt Lake City und Vorstädten.